# طوطی آویزان سولا
طوطی آویزان سولا (نام علمی: Loriculus sclateri) نام یک گونه از خانواده طوطیان سبز است.